# Trinia esteparia
Trinia esteparia är en flockblommig växtart som beskrevs av Uribe-ech. Trinia esteparia ingår i släktet Trinia och familjen flockblommiga växter. Inga underarter finns listade i Catalogue of Life.